# Eucranium planicolle
Eucranium planicolle är en skalbaggsart som beskrevs av Hermann Burmeister 1861. Eucranium planicolle ingår i släktet Eucranium och familjen bladhorningar. Inga underarter finns listade i Catalogue of Life.